# Henrik Wittkopf
Henrik Wittkopf den äldre, född 1688 i Stockholm, död 6 april 1756 i Stockholm, var en svensk silversmed.
Han var son till silversmeden Rudolf Wittkopf och Anna Maria Müller och gift första gången omkring 1710 med Dorothea Frechüber och andra gången från 1727 med Eva Maria Bergman. Han utbildades till silversmed av sin far och blev gesäll 1706. Han gav sig därefter ut på gesällvandring och vistades länge i Polen där han blev mästare. Han återvände till Sverige 1722 och blev två år senare erkänd som mästare vid Stockholms guldsmedsämbete. Han var ålderman vid ämbetet 1739–1752 och räknas till en av de främsta svenska silversmederna under 1700-talets första hälft. Han utförde bland annat en praktskål dekorerad med Bérainornamentik, chokladkannor och ämbetsvälkommor. Wittkopf är representerad vid Nordiska museet, Gustaf V:s stiftelse, Hallwylska museet i Stockholm samt ett flertal kyrkor. 